# Ona Batlle
Ona Batlle Pascual, född den 10 juni 1999 i Vilassar de Mar, är en spansk fotbollsspelare.

## Karriär
Ona Batlle inledde sin seniorkarriär i Barcelona. Hon har även spelat för Madrid CFF och Levente innan hon 2020 kontrakterades av Manchester United. Där spelade hon till 2023 innan hon återvände till FC Barcelona. Hon har även representerat den spanska damlandslaget där hon debuterade år 2023. Hon ingick i det spanska lag som tog guld i VM 2023.